# 普萊森特鎮區 (堪薩斯州林肯縣)
普萊森特鎮區（英語：Pleasant Township）為美國堪薩斯州林肯縣轄下的鎮區。2010年美国人口普查中此鎮區人口有413人。

## 地理
普萊森特鎮區涵蓋總面積為93.3平方（36.02平方英里），其中陸地面積為93.3平方（36.01平方英里），水域面積為0.026平方（0.01平方英里）或0.03%。海拔高度436（1,430英尺）。

## 人口統計
根據2010年美國人口普查，普萊森特鎮區人口有413人，其中男性有210人，女性有203人，人口密度為每平方公里4.43人，住房計257戶。鎮區內的白人有406人，非裔美國人有0人，美洲原住民有2人，亞裔美國人有0人，太平洋島裔美國人有0人，其他種族有1人，混血種族則有4人。此外鎮區內有5人為西班牙裔或拉丁裔美國人。此鎮區之年齡中位數為45.9歲，而男性年齡中位數為45.5歲，女性年齡中位數為46.2歲。

## 交通

### 主要公路
- 18號堪薩斯州州道
- 181號堪薩斯州州道